# Matej Franov Bobaljević
Matej Franov Bobaljević (živio potkraj 15. i na poč. 16. st.) je bio hrvatski prevoditelj, javni djelatnik iz Dubrovnika i poznavatelj latinskoga, hebrejskoga i grčkoga. Preveo je djela sv. Bazilija.